# Saint-Léomer
 Saint-Léomer  es una población y comuna francesa, situada en la región de Poitou-Charentes, departamento de Vienne, en el distrito de Montmorillon y cantón de La Trimouille.

## Demografía
| 289 | 258 | 263 | 234 | 205 | 183 |
| Para los censos de 1962 a 1999 la población legal corresponde a la población sin duplicidades (Fuente: INSEE [Consultar]) |     |     |     |     |     |